# Lena Beyerling
Lena Beyerling (* 27. September 1995 in Magdeburg) ist eine deutsche Schauspielerin und Synchronsprecherin.

## Leben
Erste Medienpräsenz hatte Lena Beyerling bereits 1999 in Werbefilmen sowie 2000 in Reportagen über ihre Familie. Ihre erste Filmrolle spielte sie in der 2002 ausgestrahlten Mini-TV-Serie Alicia!. Seither ist sie gelegentlich in verschiedenen Rollen in TV-Serien und Filmen sowie in weiteren Werbefilmen zu sehen, unter anderem 2004 in einem Werbespot der LBS, in dem sie ihrem Spielpartner Ingo Naujoks, einem Aussteiger, erklärt, später auch einmal „Spießer“ werden zu wollen. Im Juli 2005 trat sie als Patin bei der Verleihung des Deutschen Filmpreises in der Kategorie Bester Kinder- und Jugendfilm in der ARD auf. 2005/06 wirkte sie in der Brauner-Produktion Der letzte Zug mit. Unter der Regie von Vilsmaier spielte sie die Rolle der Nina Neumann. Als Kinderreporterin war sie 2006 für RTL-Exclusiv und für den MDR unterwegs.
Im September 2006 hat sie gemeinsam mit ihrem Bruder Laurin „Der kleine Eskimo“ eingesungen. Die von dem Geschwisterpaar interpretierte finnische Volksweise wurde von der Plattenfirma des Produzenten Jack White herausgebracht. Mit dem Titel traten die Geschwister 2006/07 in mehreren Fernsehshows wie der Weihnachtsshow der Volksmusik auf.
Als Moderatorin stand Lena Beyerling im Herbst 2007 erstmals im Rampenlicht. Zusammen mit Inka Bause moderierte sie im MDR die Sendung „Der lange Samstag“ unter dem Motto „Vorsicht Kinder!“. In dieser Sendung warb sie um Spenden für den Bau eines Kinderhospizes und engagiert sich seitdem als jüngste Botschafterin für die Stiftung Kinderhospiz Mitteldeutschland Nordhausen. Im Oktober 2008 führte sie gemeinsam mit Peter Sodann den ersten Spatenstich für den mit den Spendenmitteln begonnenen Bau des Hospizes durch. Gemeinsam mit Stefan Mross berichtete sie vom Roten Teppich der Henne-Gala.
Ein weiterer Bruder von Lena Beyerling ist Jesse Beyerling, der ebenfalls als Schauspieler tätig ist.

## Filmografie (Auswahl)
- 2002: Alicia! (TV)
- 2002: SOKO Leipzig – Einsame Herzen, Enttäuschte Liebe (TV)
- 2003: Schöne Lügen (TV)
- 2004: Unterwegs (Kino)
- 2005: Wolffs Revier – Herzblut (TV)
- 2005: Die Liebe eines Priesters (TV)
- 2005: LiebesLeben (TV)
- 2006: Der letzte Zug (Kino)
- 2006: Im Namen des Gesetzes (TV)
- 2006: SOKO Wismar – Allein zu Haus (TV)
- 2007: Die Blüten der Sehnsucht (TV)
- 2007: Die Alpenklinik – Eine Frage des Herzens (TV)
- 2008: Kleiner Dodo (Kino, Stimme – Nashorn "Patna")[4][5]
- 2008: Rosamunde Pilcher – Melodie der Liebe (TV)
- 2008: SOKO Wismar – Lillis Papa (TV)
- 2011: Liebe ohne Minze (Fernsehfilm)